# Bibio marci
Bibio marci е насекомо от разред Двукрили (Diptera), семейство Bibionidae. Няма подвидове.

## Разпространение и местообитания
Среща се в Европа. Обитава краищата на горите. Среща се и по оградите на градини. Имагото може да бъде наблюдавано от април до юни.

## Описание
Насекомото е с гъст мъх, черен цвят и е двукрило. Има дължина от 10 до 14 mm. Съществува ясно изразен Полов диморфизъм. Женската е по-голяма от мъжкия – има черни крила и малки очи, докато мъжкият се характеризира с големи очи и прозрачни криле. Като имаго живеят едва около седмица, а по-голяма част от живота си прекарват под формата на ларви. Женската снася яйцата си в земята и умира скоро след това. Ларвите се развиват през есента и зимата в почвата. Хранят се с корените на растенията и се приемат за вредители при целината, аспержите, розите, каменоломките, марулята и тревните площи. Достигат зрялост в началото на пролетта.